# 今井重男
今井 重男（いまい しげお、1968年 - ）は、日本のブライダルの研究者。千葉商科大学副学長、千葉商科大学サービス創造学部教授。学位は修士（経営学）。学校法人千葉学園理事。

## 概要
1968年東京都生まれ。東京都立赤坂高等学校出身。1992年千葉商科大学商経学部卒業。2005年立教大学大学院ビジネスデザイン研究科修士課程ビジネスデザイン専攻学位取得(修士[経営学] )。2010年筑波大学大学院システム情報工学研究科社会システムマネジメント専攻（博士後期課程　退学）。

## 略歴
- 1992年4月 株式会社ヤナセ (-2010年3月)
- 1998年10月 ヤナセ労働組合専従役員任用 (-2005年12月)
- 2010年4月 千葉商科大学サービス創造学部 准教授 (-2016年3月)
- 2016年4月 千葉商科大学サービス創造学部 教授
- 2017年4月 学校法人千葉学園 評議員 (-2021年3月)
- 2017年4月 千葉商科大学サービス創造学部 学部長 (-2021年3月)
- 2021年4月 千葉商科大学 副学長[3]
- 2021年4月　学校法人千葉学園　理事

## 著作
- 『現代中小企業経営概論』 (創成社、2015年、佐久間信夫･井上善博と編著)
- 『ビジネスクリエーターと企業統治』 (創成社、2005年、亀川雅人と編著)